# سالمتا
سالمتا (به لاتین: Salémata Department) یک منطقهٔ مسکونی در سنگال است که در کدوگو واقع شده‌است. سالمتا ۲۲٬۱۱۱ نفر جمعیت دارد.